# خلل العضو
خلل العضو (بالإنجليزية: Organ dysfunction)‏ هي حالة عدم أداء عضو دوره المتوقع. أما فشل العضو (بالإنجليزية: Organ failure)‏ فهي درجة من خلل العضو تصل فيها إلى أنه لا يمكن الحفاظ على الاستتباب الطبيعي من دون تداخل سريري خارجي.
لا يعد خلل العضو مرضا، لكنه يصنف حسب السبب، لكن في حالة عدم معرفة السبب فسيصنف المرض أو الحالة إلى مزمن وحاد.
يمكن فشل الأعضاء المتعدد أن يرتبط بإنتان وعادة ما يكون قاتلا. في بعض البلدان مثل إسبانيا، تزداد حالات الوفاة بسبب فش الأعضاء المتعدد ولذلك بسبب نسبة المسنين العالية في ذلك البلد.
يستغل بعض الأطباء حالة فشل الأعضاء المتعدد لوضع توقعات محتملة لحالة المريض، وتستعمل طرق معينة لوضع التوقعات لحالات المرض باستعمال النتائج المختبرية المبكرة.